# Unintended
«Unintended» es un sencillo de la banda inglesa de rock alternativo Muse. Es el quinto y último sencillo de su álbum debut Showbiz. La canción también aparece tocada en directo en los álbumes Hullabaloo Soundtrack y H.A.A.R.P.

## Composición
«Unintended» está en la afinación de E. La canción comienza con un arpegio de guitarra acústica basado en los acordes de E y B7. Conforme entra a cantar, la guitarra va agregando más acordes con un arpegio constante. En la canción originalmente Chris Wolstenholme usa un contrabajo (mismo que se puede ver en el video musical) para agregar algunas notas y recrear la melodía de la voz en la tercera estrofa.

## Significado
"Unintended" posee un tono melancólico, siendo así una de las canciones más tristes de la banda. La letra habla acerca de un hombre que aún sigue dolido por un desamor pasado y eso evita que pueda ser feliz ahora con una mujer que sí lo ama. Se trata como sobre uno debe arreglarse a sí mismo antes de empezar a amar a otro. Bellamy explica que escribió la canción en el estudio tras una llamada telefónica con una chica. «La llamamos "Unintended" porque salió de la nada, y no pretendía que ocurriera, todos estos sentimientos hacia esta chica.»

## Video musical
En el video aparecen los miembros de la banda en distintas habitaciones de una casa mientras van apareciendo personas y parejas con un efecto de computadora que asimila como si fueran de papel.

## Versiones en vivo
Para 1999 Matt Bellamy tocaba la guitarra que hace los arpegios mientras cantaba. Más adelante, Chris cambió el contrabajo por la guitarra acústica, y Matt únicamente agregaba algunos licks o efectos mientras cantaba.
A partir del concierto en el estadio de Wembley en el 2007, la canción es tocada un tono más bajo, es decir en la tonalidad de D, agregando aparte un arpegio distinto al original antes de tocar la canción. En estas versiones Chris es quien vuelve a tocar nuevamente la guitarra acústica (a excepción de Wembley) y con un capo trasto en el quinto traste.

## Versión acústica
El 23 de junio de 2020, Matt Bellamy publicó a través de sus redes sociales el lanzamiento de una versión acústica de "Unintended" basada en un arpegio de Bach.
El 26 de junio del mismo año fue liberado el sencillo en las plataformas YouTube, Deezer, Amazon Music, Spotify y Apple Music en un EP junto con otras dos versiones:
1. Unintended (Acoustic Versión)
2. Unintended A.I. Dream V.3 (Obeebo A.I)
3. Unintended (Piano Lullaby) [Instrumental]

Además, Bellamy añadió en un tuit:

I wrote this song when I was around 19 and it seems more relevant today than back then!

Escribí esta canción cuando tenía alrededor de 19 y ¡parece ser más importante hoy que entonces!

## Lista de canciones
Todas las canciones escritas y compuestas por Matthew Bellamy. 
| CD1 |                              |          |  |
| N.º | Título                       | Duración |  |
| 1.  | «Unintended»                 | 4:00     |  |
| 2.  | «Recess»                     | 3:35     |  |
| 3.  | «Falling Down» (en directo)  | 5:10     |  |
| 4.  | «Unintended» (video musical) |          |  |

| CD2 |                                                       |          |  |
| N.º | Título                                                | Duración |  |
| 1.  | «Unintended»                                          | 4:00     |  |
| 2.  | «Nishe»                                               | 2:42     |  |
| 3.  | «Hate This And I'll Love You» (en directo y acústico) | 5:00     |  |

| Vinilo de 7" |                      |          |  |
| N.º          | Título               | Duración |  |
| 1.           | «Sober» (en directo) |          |  |